# Oscaruddelingen 1975
Oscaruddelingen 1975 var den 47. oscaruddeling, hvor de bedste film fra 1974 blev hædret af Academy of Motion Picture Arts and Sciences. Uddelingen blev afholdt 8. april 1975 i Dorothy Chandler Pavilion i Los Angeles, Californien, USA. Værterne var Bob Hope, Shirley MacLaine, Sammy Davis Jr. og Frank Sinatra.

## Vindere og nominerede
Vindere står øverst, er skrevet i fed.
| Bedste film | Bedste instruktør |
| --- | --- |
| - The Godfather Part II – Francis Ford Coppola, producer; Gray Frederickson and Fred Roos, co–producere - Chinatown – Robert Evans, producer - Aflytningen – Francis Ford Coppola, producer; Fred Roos, co-producer - Lenny – Marvin Worth, producer - Det tårnhøje helvede – Irwin Allen, producer | - Francis Ford Coppola – The Godfather Part II - Roman Polanski – Chinatown - François Truffaut – Den amerikanske nat - Bob Fosse – Lenny - John Cassavetes – En kvinde under indflydelse |
| Bedste mandlige hovedrolle | Bedste kvindelige hovedrolle |
| - Art Carney – Harry & Tonto som Harry Coombes - Albert Finney – Mordet i Orient-ekspressen som Hercule Poirot - Dustin Hoffman – Lenny som Lenny Bruce - Jack Nicholson – Chinatown som J.J. "Jake" Gittes - Al Pacino – The Godfather Part II som Michael Corleone | - Ellen Burstyn – Alice bor her ikke mere som Alice Hyatt - Diahann Carroll – Claudine som Claudine Price - Faye Dunaway – Chinatown som Evelyn Cross Mulwray - Valerie Perrine – Lenny som Honey Bruce - Gena Rowlands – En kvinde under indflydelse som Mabel Longhetti |
| Bedste mandlige birolle | Bedste kvindelige birolle |
| - Robert De Niro – The Godfather Part II som Vito Corleone - Fred Astaire – Det tårnhøje helvede som Harlee Claiborne - Jeff Bridges – Thunderbolt som Lightfoot - Michael V. Gazzo – The Godfather Part II som Frank Pentangeli - Lee Strasberg – The Godfather Part II som Hyman Roth | - Ingrid Bergman – Mordet i Orient-ekspressen som Greta Ohlsson - Valentina Cortese – Den amerikanske nat som Severine - Madeline Kahn – Sheriffen skyder på det hele as Lili von Shtupp - Diane Ladd – Alice bor her ikke mere som Florence "Flo" Castleberry - Talia Shire – The Godfather Part II som Connie Corleone |
| Bedste originale manuskript | Bedste filmatisering |
| - Chinatown – Robert Towne - Alice bor her ikke mere – Robert Getchell - Aflytningen – Francis Ford Coppola - Den amerikanske nat – François Truffaut, Suzanne Schiffman og Jean-Louis Richard - Harry & Tonto – Paul Mazursky og Josh Greenfeld | - The Godfather Part II – Francis Ford Coppola and Mario Puzo baseret på romanen Godfather af Mario Puzo - Den lille Rockefeller – Mordecai Richler og Lionel Chetwynd baseret på romanen The Apprenticeship of Duddy Kravitz af Mordecai Richler - Lenny – Julian Barry baseret på hans skuespil - Mordet i Orient-ekspressen – Paul Dehn basret på romanen af Agatha Christie - Frankenstein junior – Gene Wilder og Mel Brooks baseret Mary Shelleys Frankenstein      |
| Bedste fremmedsprogede film | Bedste dokumentar |
| - Amarcord – Italien - Macskajáték – Ungarn - Potop – Polen - Håndlangeren – Frankrig - La tregua – Argentina | - Hearts and Minds – Peter Davis - Ha-Makah Hashmonim V'Echad – Haim Gouri - Antonia: A Portrait of the Woman – Judy Collins og Jill Godmilow - The Challenge... A Tribute to Modern Art – Herbert Kline - The Wild and the Brave – Natalie R. Jones og Eugene S. Jones |
| Bedste korte dokumentar | Bedste kortfilm |
| - Don't – Robin Lehman - City Out of Wilderness - Exploratorium - John Muir's High Sierra - Naked Yoga | - Les... borgnes sont rois – Paul Claudon and Edmond Sechan - Climb – Dewitt Jones - The Concert – Julian Chagrin and Claude Chagrin - Planet Ocean – George V. Casey - The Violin – Andrew Welsh and George Pastic |
| Bedste korte animationsfilm | Bedste originale musik |
| - Closed Mondays – Will Vinton og Bob Gardiner - The Family That Dwelt Apart – Yvon Mallette og Robert Verrall - Hunger – Peter Foldes og René Jodoin - Voyage to Next – John Hubley og Faith Hubley - Peter Plys og Tigerdyret – Wolfgang Reitherman | - The Godfather Part II – Nino Rota og Carmine Coppola - Chinatown – Jerry Goldsmith - Mordet i Orient-ekspressen – Richard Rodney Bennett - Shanks – Alex North - Det tårnhøje helvede – John Williams |
| Bedste musik: Sangbaseret eller adapteret | Bedste sang |
| - Den store Gatsby – Adapteret af Nelson Riddle - Den lille prins – Sangpartitur Alan Jay Lerner og Frederick Loewe; Adapteret af Angela Morley og Douglas Gamley - Phantom of the Paradise – Sangpartitur af Paul Williams; Adapteret af Paul Williams og George Aliceson Tipton | - "We May Never Love Like This Again" — Det tårnhøje helvede • Musik og tekst af Al Kasha og Joel Hirschhorn - "Benji's Theme (I Feel Love)" — Benji • Musik af Euel Box • Tekst af Betty Box - "Blazing Saddles" — Sheriffen skyder på det hele • Musik af John Morris • Tekst af Mel Brooks - "Little Prince" — Den lille prins • Musik af Frederick Loewe • Tekst af Alan Jay Lerner - "Wherever Love Takes Me" — Guld • Musik af Elmer Bernstein • Tekst af Don Black |
| Bedste kostumer | Bedste lyd |
| - Den store Gatsby – Theoni V. Aldredge - Chinatown – Anthea Sylbert - Daisy Miller – John Furniss - The Godfather Part II – Theadora Van Runkle - Mordet i Orient-ekspressen – Tony Walton | - Jordskælv – Ronald Pierce og Melvin Metcalfe Sr. - Chinatown – Bud Grenzbach og Larry Jost - Aflytningen – Walter Murch og Arthur Rochester - Det tårnhøje helvede – Theodore Soderberg og Herman Lewis - Frankenstein junior – Richard Portman og Gene Cantamessa |
| Bedste sccenografi | Bedste fotografering |
| - The Godfather Part II – Dean Tavoularis, Angelo P. Graham og George R. Nelson - Chinatown – Richard Sylbert, W. Stewart Campbell og Ruby R. Levitt - Jordskælv – Alexander Golitzen, E. Preston Ames og Frank R. McKelvy - Landet ved verdens ende – Peter Ellenshaw, John B. Mansbridge, Walter H. Tyler, Al Roelofs og Hal Gausman - Det tårnhøje helvede – William J. Creber, Ward Preston og Raphaël Bretton | - Det tårnhøje helvede – Joseph Biroc og Fred J. Koenekamp - Chinatown – John A. Alonzo - Jordskælv – Philip H. Lathrop - Lenny – Bruce Surtees - Mordet i Orient-ekspressen – Geoffrey Unsworth |
| Bedste klipning | |
| - Det tårnhøje helvede — Harold F. Kress og Carl Kress - Sheriffen skyder på det hele — John C. Howard og Danford Greene - Chinatown — Sam O'Steen - Jordskælv — Dorothy Spencer - Det skrappe hold — Michael Luciano | |